# Peperomia discilimba
Peperomia discilimba är en pepparväxtart som beskrevs av Trel. & Yunck.. Peperomia discilimba ingår i släktet peperomior, och familjen pepparväxter. Inga underarter finns listade i Catalogue of Life.